# كلية اليرموك الجامعة
كلية اليرموك هي جامعة اهلية عراقية أسست في عام 1996 وتقع في محافظة بغداد.

## أقسام الكلية
تضم الكلية 8 أقسام وهي: قسم اللغة الإنجليزية، وقسم القانون، وقسم علوم الحاسوب، وقسم هندسة تقنيات الحاسوب، وقسم تقنيات التحليلات المرضية، وقسم طب الأسنان، وقسم الصيدلة.